# Willy Monty
Willy Monty (Feluy, Seneffe, 11 d'octubre de 1939 - Ídem, 9 d'octubre de 2014) va ser un ciclista belga que fou professional entre 1963 i 1971. A la 1965 va aconseguir dues victòries d'etapa amb finals a la Bisbal d'Empordà i Sitges.

## Palmarès
- 1960
  - Vencedor d'una etapa del Triptyque ardennais
- 1962
  - 1r a la Volta a Namur i vencedor d'una etapa
  - Vencedor de 3 etapes de la Volta a Lieja
- 1964
  - 1r a Hoeilhart-Diest-Hoeilhaart
  - 1r al Circuit del Brabant occidental
  - Vencedor d'una etapa al Critèrium del Dauphiné Libéré
- 1965
  - Vencedor de 2 etapes de la Volta a Catalunya
- 1968
  - Vencedor d'una etapa a la Volta a Mallorca
- 1971
  - 1r al Trefle a Quatre Feuilles

### Resultats al Tour de França
- 1964. 30è de la classificació general
- 1965. 42è de la classificació general
- 1966. 39è de la classificació general
- 1967. 12è de la classificació general
- 1969. Fora de control (6a etapa)

### Resultats a la Volta a Espanya
- 1968. 44è de la classificació general
- 1969. 68è de la classificació general